# Liudolf-ház
A Liudolf-ház (Szász-ház, Ottók) a legősibb német-római császári dinasztia, melynek tagjai 919. május 12-étől 1024. július 13-áig ültek a német királyi trónon. Nevükhöz fűződik a Német-római Birodalom megalapítása és közülük került ki az első négy német-római császár. A dinasztia utolsó tagja Gizella magyar királyné.
A dinasztia őse, Liudolf a 9. század második felében szász gróf volt. A grófság 880-ban szerveződött hercegséggé és első hercege Liudolf fia, Dicsőséges Ottó (880-912. november 30.) lett.
A dinasztia első jelentős uralkodója I. (Madarász) Henrik, kit 919. május 12-én német királlyá választottak. Kezdeti jelentéktelen hatalmát fokozatosan kiterjesztette a hercegségén kívüli német területekre is, így őt tekintik a német nemzeti királyság megalapítójának. Valójában a német király uralmi területének elnevezésére szolgáló Németország név a középkor folyamán semmilyen alkotmányjogi formában nem került rögzítésre. Henrik felvette a harcot a német területre ekkor már rendszeresen hadjáratot indító magyarokkal szemben és 933. március 15-én a merseburgi csatában győzelmet aratott felettük.

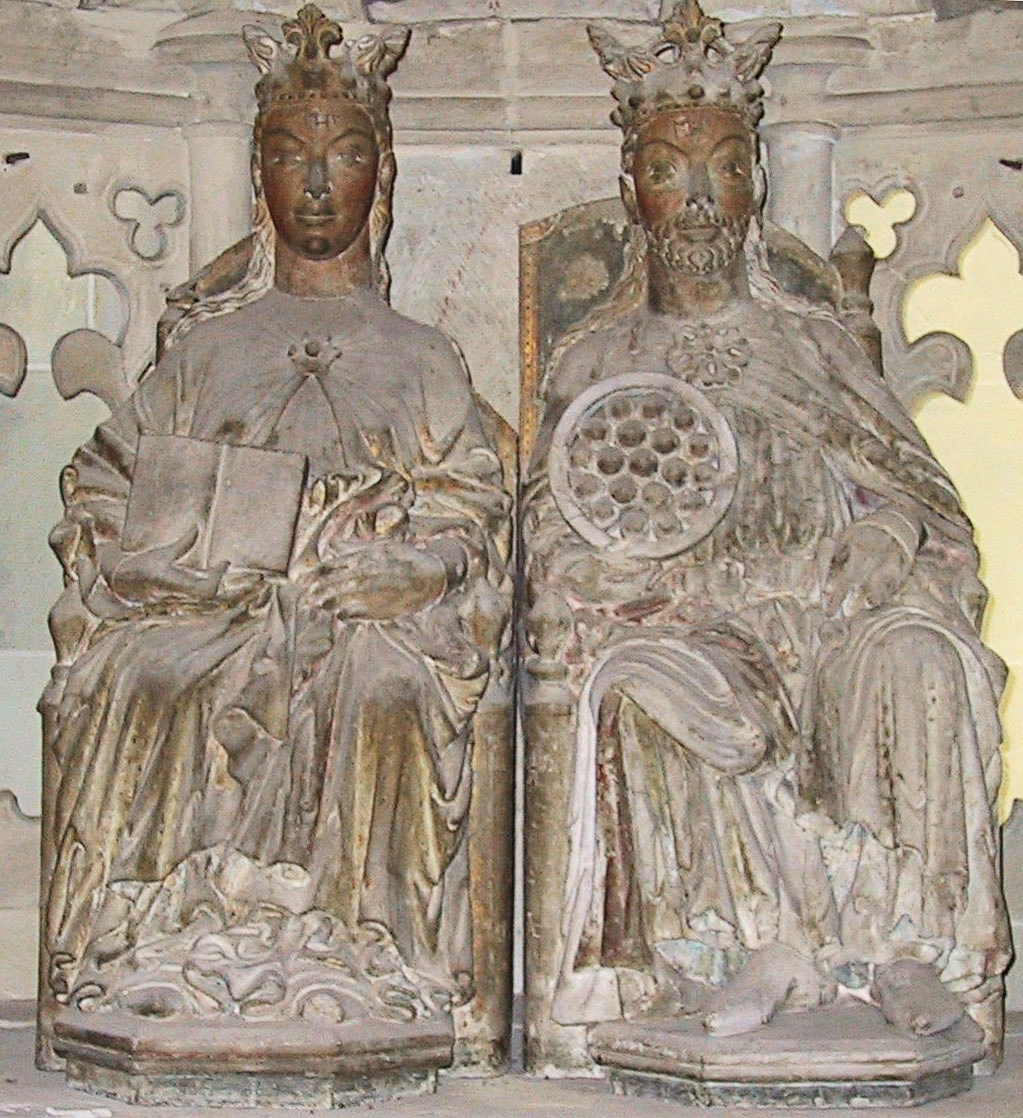
I. Ottó és felesége, Edit szobra a magdeburgi dómban

Henrik fiát, Ottót 936. augusztus 8-án Aachenben koronázták német királlyá. Ottó rendkívül erélyes és eredményes politikájával kiérdemelte a „Nagy” jelzőt. Legyőzte a dánokat (947) és a cseheket (950). 951-952. évi első itáliai hadjáratában győzelmet aratott II. Berengár itáliai király felett és felvette a longobárdok királya címet. 955. augusztus 10-én az augsburgi csatában legyőzte a magyarokat és véget vetett nyugat-európai hadjárataiknak. 962-ben Rómába vonult, ahol február 2-án XII. János pápa császárrá koronázta. Nagy Ottó ezzel megújította Nagy Károly császárságát, megalapította a Német-római Birodalmat, amely 1806. augusztus 6-án II. Ferenc császár lemondásával szűnt meg. Ottó nemsokára megfosztotta XII. Jánost méltóságától és VIII. Leót választatta meg pápának. Ezzel befolyást szerzett a pápai szék betöltésére s a császári hatalmat a pápai fölé emelte. Ez a lépés már előre vetítette a pápai és a császári hatalom ellentétét, amely később az invesztitúraharcban csúcsosodott ki. 972 húsvétján Quedlinburgban birodalmi gyűlést szervezett, ahová hivatalos volt a kor valamennyi jelentős európai uralkodója. Géza, magyar nagyfejedelem is tizenkét főúrral képviseltette magát.
Ottó a dinasztikus öröklés biztosítására már 967. december 25-én társcsászárrá koronáztatta fiát, II. Ottót és 972-ben feleségül kérte számára Theophane bizánci hercegnőt. II. Ottó apja halálakor 973. május 7-én vált teljes jogú uralkodóvá. 976-ban a Bajor hercegségből kiszakította az Ostmark őrgrófságot (a későbbi osztrák hercegséget) és a Babenberg-családnak adományozta. Ezért unokatestvére II. (Civakodó) Henrik bajor herceg fellázadt ellene, de vereséget szenvedett és rövid időre elvesztette hercegségét. Ottó nem tudta birtokba venni a felesége örökségének tekintett dél-itáliai területeket, mert a Bizánccal szövetséges araboktól a cotronei csatában 982. július 15-én vereséget szenvedett. Az újabb hadjárat szervezése közben érte a halál 983. december 7-én.
II. Ottó fiát, III. Ottót alig háromévesen 983. december 25-én Aachenban német királlyá koronázták. Régensként előbb anyja, Theophane, majd annak halála után nagyanyja Adelhaid irányította a birodalmat. Ottó rendkívül gondos nevelésben részesült. Tanítói között volt kora legkiválóbb természettudósa, Reimsi Gerbert (a későbbi II. Szilveszter pápa). III. Ottót 996. május 21-én koronázta császárrá V. Gergely, az első német származású pápa. 

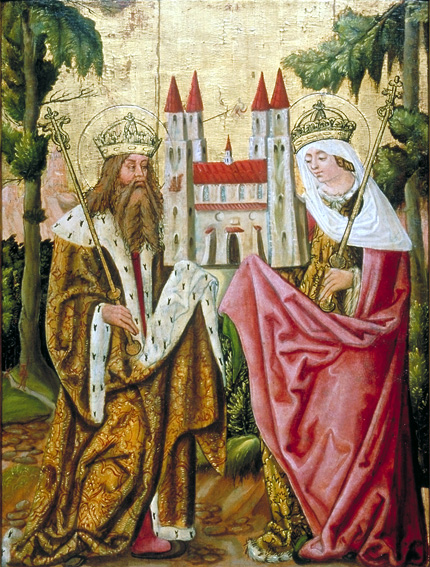
A dinasztia utolsó uralkodója, II. Henrik és felesége, Kunigunda egy 15. századi táblaképen

Ottó a Római Birodalom megújítását tűzte ki céljául s még külsőségekben is utánozta a régi római császárokat. Egy olyan egyetemes keresztény birodalmat kívánt létrehozni, amelynek az egyes királyságok egyenrangú tagjai. Elődeitől és utódaitól eltérően Rómát tette meg saját székhelyévé és az időközben pápává emelt Reimsi Gerberttel együtt innen kívánt kormányozni. Ez a rövid ideig tartó és különleges politikai helyzet tette lehetővé, hogy az önálló magyar állam és egyházszervezet kiépítése pápai és császári egyetértéssel történhetett meg.
Ottó 1000-ben vallásos hajlamainak engedve, meglátogatta Szent Adalbert sírját Gnieznóban, Aachenben pedig felnyittatta Nagy Károly sírját. Ezután megint visszatért Rómába, de a római nép felkelt ellene és palotájában ostrom alá fogta. Ottó megmenekült ugyan, de nemsokára 1002. január 23-án meghalt.
III. Ottónak nem volt gyermeke, így vele kihalt a dinasztia egyenes ága, az új uralkodó Madarász Henrik dédunokája, IV. Henrik bajor herceg lett, akit 1002. június 7-én koronáztak – II. Henrik néven – német, 1004. május 15-én pedig itáliai királlyá. Ő már uralkodása kezdetén nyilvánvalóvá tette, hogy elsősorban a német királyi hatalom helyreállítására és megerősítésére törekszik. Elődeitől eltérően nem avatkozott Róma belügyeibe. Német-római császárrá csak későn, 1014. február 14-én koronáztatta magát. Henrik pártfogója volt az egyháznak, a világi fejedelmek hatalmát az egyház segítségével akarta ellensúlyozni. Ő volt a megindítója annak az egyházi reformfolyamatnak, ami a 11. század végére teljesedett ki. Sógorával, Szent István magyar királlyal mindvégig jó viszonyt tartott fenn, ami felbecsülhetetlen jelentőségű volt az éppen szerveződő fiatal Magyar Királyság számára.
II. Henrik az egyetlen német király és német-római császár, akit a katolikus egyház a szentek sorába iktatott. Nem volt gyermeke, halálával 1024. július 13-án kihalt a Szász dinasztia férfiága. A trónon a Száli-Frank dinasztia első uralkodója, II. Konrád követte.

## Lásd még
Német-római császári dinasztiák:
- Száli-ház
- Luxemburg-ház
- Stauf-ház
- Wittelsbach-ház
- Habsburg-ház
- Habsburg–Lotaringiai-ház